# Viktor Semionov
Pour les articles homonymes, voir Semenov.
Viktor Nikolaevich Semionov (Semenov) (en russe : Виктор Николаевич Семёнов) est un biathlète soviétique, né en mai 1957.

## Biographie
Originaire de Perm, il commence sa carrière sportive dans le ski de fond, devenant champion d'URSS junior. À l'âge de 19 ans, il se rend à Minsk, où il commence la pratique du biathlon.
Il prend à seule compétition internationale majeure aux Championnats du monde 1982 à Minsk, où il remporte la médaille de bronze du relais avec Vladimir Alikin, Vladimir Barnachov et est aussi septième de l'individuel.
Il devient ensuite entraîneur, puis travaille dans diverses professions après la dissolution de l'URSS en Biélorussie, devenant un agent de sécurité notamment.

## Palmarès

### Championnats du monde
- Championnats du monde 1982 à Minsk :
  -  Médaille de bronze en relais.

### Championnats du monde junior
- Médaille d'argent du relais en 1977 et 1978.